# 마누엘 비센트

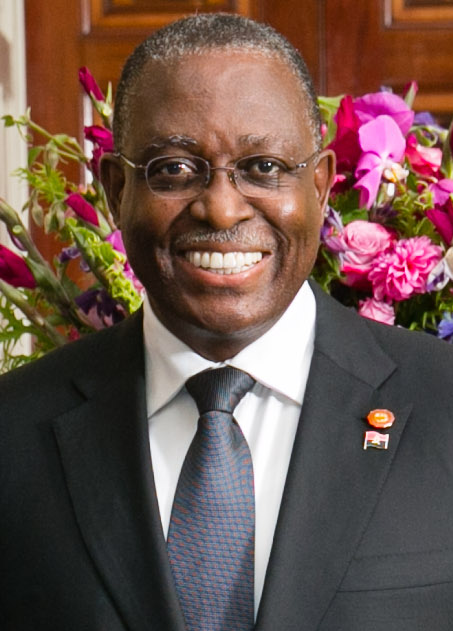
마누엘 비센트(2014년)

마누엘 도밍구스 비센트(포르투갈어: Manuel Domingos Vicente, 1956년 5월 15일~ )는 앙골라의 정치인, 기업인이다. 그는 2012년 9월 26일부터 2017년 9월 26일까지 앙골라의 부통령을 역임했으며, 소속은 앙골라 해방인민운동이다. 
그는 루안다 출신으로 1983년 앙골라 대학교 전자공학과를 졸업했으며 1999년부터 2012년까지 앙골라의 국영 석유 회사인 소낭골(Sonangol)의 최고 경영자를 역임했다.